# Trigonella spicata
Trigonella spicata là một loài thực vật có hoa trong họ Đậu. Loài này được James Edward Smith miêu tả khoa học đầu tiên.